# Tadeusz Machar
Tadeusz Machar, Thaddeus McCarthy (ur. w ok. 1455, zm. 25 października 1492) – błogosławiony Kościoła katolickiego.

## Życiorys

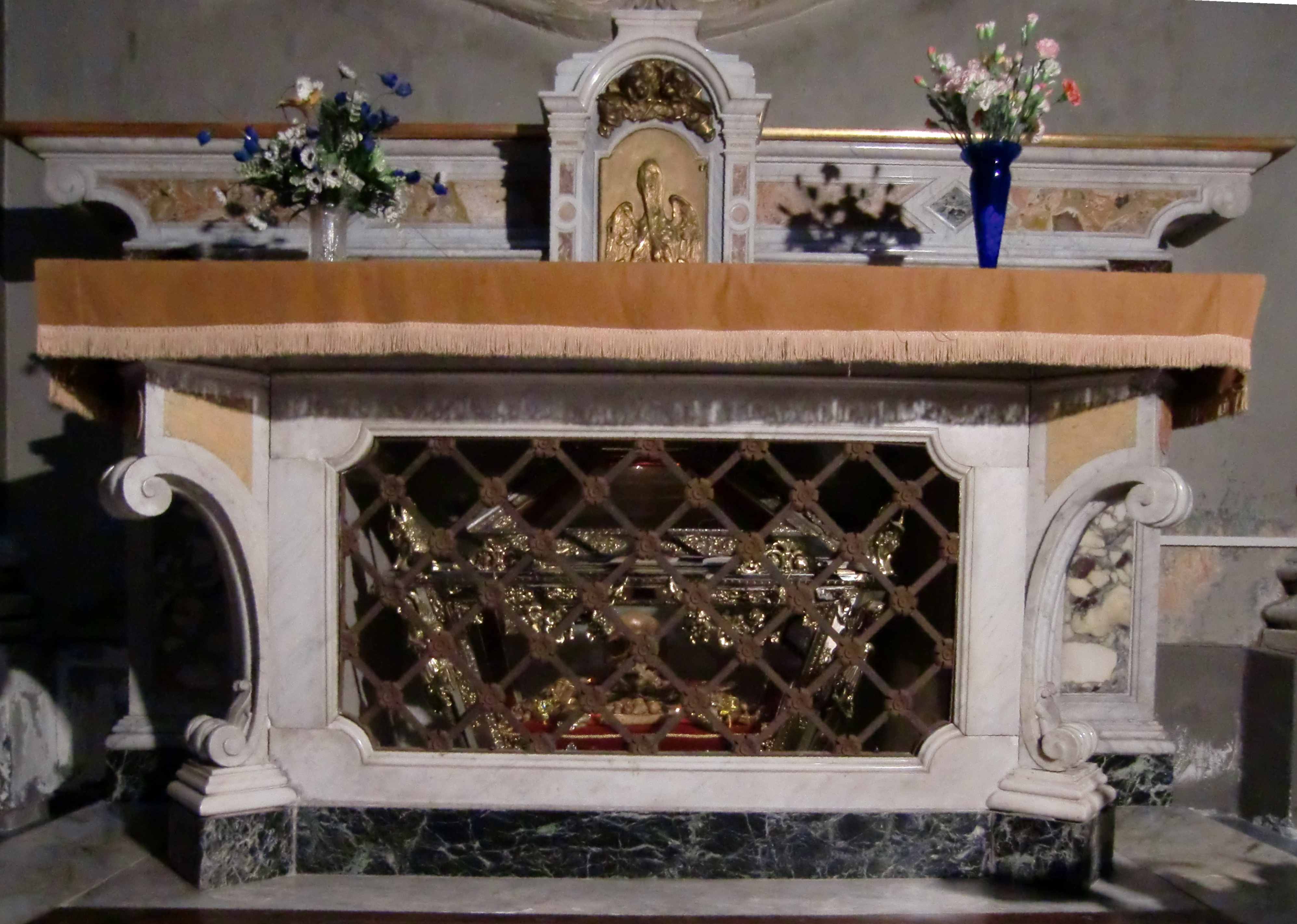
Relikwiarz Tadeusza Machara w katedrze w Ivrea.

Przyszedł na świat w ok. 1455 r. w West Cork. W 1482 r. został mianowany przez papieża Sykstusa IV na biskupa. Wkrótce został posądzony o oszustwo i w rok później Sykstus IV ekskomunikował go. W 1488 r. papież Innocenty VIII potwierdził ekskomunikę, lecz Machar odwołał się od decyzji i powołano komisję. Został on uniewinniony od zarzutu oszustwa, a ekskomunika została unieważniona. Następnie został mianowany biskupem Cork Cloyne w dniu 21 kwietnia 1490 r. Zmarł 25 października 1492 r.  w opinii świętości i został pochowany w katedrze w Ivrze. W 1742 r.  kiedy otwarto jego grób jego ciało nie uległo rozkładowi. Jego kult jako błogosławionego zaaprobował Papież Leon XIII w 1896 r.